# Nervus pectoralis
Als Nervus pectoralis (Plural Nervi pectorales, „Brustnerven“) bezeichnet man zwei Nerven des Plexus brachialis. Beim Menschen unterscheidet man zwei Brustnerven, den Nervus pectoralis lateralis (seitlicher Brustnerv) und den Nervus pectoralis medialis (zur Mitte hin gelegener Brustnerv). Bei den Haustieren unterscheidet man zwei Gruppen, die Nervi pectorales craniales (vordere Brustnerven) und die Nervi pectorales caudales (hintere Brustnerven).

## Nervi pectorales des Menschen
Nervus pectoralis lateralis und Nervus pectoralis medialis entspringen beim Menschen aus den Rami anterior der Spinalnerven zwischen dem fünften Halssegment und dem ersten Brustsegment (C5–-Th1) des Rückenmarks. Sie ziehen hinter dem Schlüsselbein durch den Plexus brachialis zu den beiden Brustmuskeln, Musculus pectoralis major und Musculus pectoralis minor, und innervieren diese.

## Nervi pectorales der Haustiere
Die beiden Nervi pectorales craniales entspringen den hinteren Halssegmenten (C6–C8) des Rückenmarks. Sie innervieren die beiden Anteile des oberflächlichen Brustmuskels (Musculus pectoralis superficialis).
Die drei bis vier Nervi pectorales caudales stammen aus den Segmenten C8–Th2 und innervieren den tiefen Brustmuskel (Musculus pectoralis profundus).